# Park Chonghwa
Park Chong-hwa (Hangul: 박종화) fue un novelista coreano.

## Biografía
Park Chonghwa nació el 29 de octubre de 1901 en Seúl, Corea del Sur. Escribió bajo el seudónimo de Woltan y estudió en la Academia Huimun Uisuk. Trabajó como miembro del grupo literario Marea blanca (1922) y fue el vicepresidente de la Asociación de Escritores de Joseon en 1946. También fue el presidente del Comité de Seúl para el Arte (1947) y de la Asociación de Escritores de Corea (1949). Fue nombrado presidente del Consejo de Artes de Corea (1955) y presidente del consejo de la Asociación de Escritores Coreanos (1964). Falleció el 13 de enero de 1981.

## Obra
Empezó en el mundo literario como poeta, publicando los poemas "La juventud angustiada" (Onoeui cheongchun) y "Calles de color leche" (Uyubit geori) en el número inaugural de la publicación Aldea de rosas (Jangmichon) y los poemas "Volver a la habitación secreta" (Milsillo doragada) y "Elegía" (Manga) en 1922 en el número inaugural de Marea blanca (Baekjo). Con su primera recopilación de poesía, Melodías privadas de la habitación negra (Heukbang bigok), publicada en 1924, consiguió fama como poeta romántico. Sin embargo, en el género de la ficción dedicó toda su vida a escribir novelas históricas que promocionaban el nacionalismo coreano.
La devoción a la identidad nacional coreana fue un tema dominante tanto en su obra de ficción como en su vida. Incluso en un clima de intensa persecución a finales del periodo de gobierno del Japón colonial, rechazó usar un apellido japonés o participar en organizaciones literarias projaponesas como hicieron muchos de sus colegas. Durante el periodo colonial, publicó varios relatos de ficción histórica, incluyendo Sangre en la manga real (Geumsamui pi, 1936), La primavera tan esperada (Daechunbu, 1939), La víspera (Jeonya, 1942) y Compasión budista (Dajeongbulsim, 1942). Después de la liberación del país, continuó activo en el campo nacionalista, trabajando como vicepresidente de la Asociación de Escritores Pancoreanos (Jeon Joseon munpilga  hyeophoe) y la Federación de Organizaciones Culturales Pancoreanas (Jeonguk munhwa danche chong yeonhaphoe). También expresó su alegría por la recuperación de la independencia nacional en La nación (Minjok), la última novela de la trilogía compuesta por La víspera y Compasión budista. A partir de entonces se remite a tiempos más remotos para continuar sus análisis de la historia coreana desde una perspectiva nacionalista. Novelas como La invasión japonesa de 1592 (Imjiwaeran, 1955), Hong Gyeongrae (1958) y El mundo en manos de la mujer (Yeoin cheonha, 1959) manifiestan su deseo de desenterrar el vigoroso espíritu del orgullo nacional de las páginas de la historia de Corea. Gracias a su análisis meticuloso y a su amplia visión de la historia, consiguió preservar en sus novelas históricas una gran variedad de hábitos de pensamiento y costumbres tradicionales de Corea.

## Obras en coreano (Lista parcial)
Novelas
- Sangre en la manga real
- La primavera tan esperada
- Compasión budista
- La nación
- La invasión japonesa de 1592
- Nube que te vas después de dormir

## Premios
- Medalla cultural por la orden del presidente (1962)
- Premio de nacionalismo 16 de mayo en literatura (1966)
- Medalla ciudadana hibiscus de la República de Corea (1970)